# Jüdischer Friedhof (Schweinfurt)

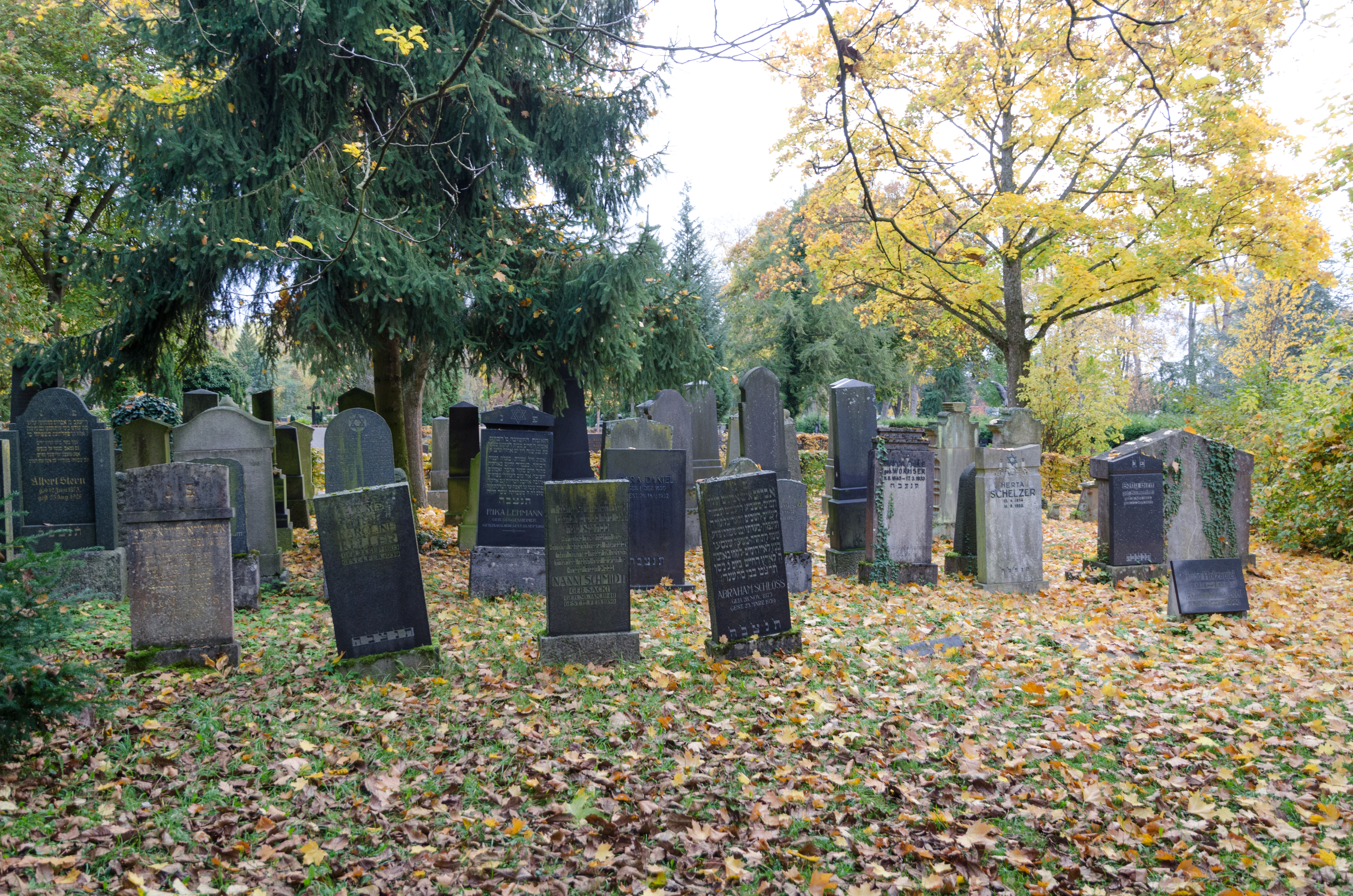
Jüdischer Friedhof in Schweinfurt im Jahre 2013

Der Jüdische Friedhof Schweinfurt ist ein Friedhof in Schweinfurt, den die Jüdische Gemeinde Schweinfurt 1874 eröffnete. Der jüdische Friedhof ist ein geschütztes Denkmal innerhalb des älteren Teils des städtischen Hauptfriedhofs. Die letzte bisherige Bestattung fand 1990 statt. Der erste jüdische Friedhof der Stadt, von der mittelalterlichen jüdischen Gemeinde, lag an der westlichen Stadtmauer im heutigen Citygebiet.

## Mittelalterlicher Friedhof
Bereits im Mittelalter gab es westlich vor den Toren der damaligen Stadt einen jüdischen Friedhof, auf dem auch Bestattungen auswärtiger Juden stattfanden.
„Das Judengärtlein/Judenkirchhof ist in einem kleinen Gärtchen an der Stadtmauer zwischen dem Spital- und Obertor gelegen unfern des Brauhauses.“ Der Friedhof lag am Jägersbrunnen, einer heutigen Hauptgeschäftsstraße im Citygebiet.
Ein auf den 31. März 1446 datierter Grabstein (Mazewa) dieses Friedhofs wurde 1897 entdeckt. Dieses Datum fiel in die Stadterweiterung zwischen 1437 und 1502. Davor lagen Jägersbrunnen und Friedhof außerhalb und nach der Erweiterung innerhalb der Mauern der heutigen Altstadt. Vom mittelalterlichen Friedhof sind so gut wie keine Spuren erhalten.
1897 wurden menschliche Überreste auf dem einstigen mittelalterlichen Friedhof entdeckt. Sie wurden auf dem israelitischen Friedhof in Euerbach bestattet, mit der Inschrift: 
Hier liegen beerdigt die Knochenreste, die im Jahre 5657 (nach jüd. Zählung) in der Gemeinde Schweinfurt gefunden worden sind, als man den Friedhof aufdeckte, der vormals dagewesen zur Zeit, als Söhne Israels da wohnten, bis zur Zeit, da sie von dort vertrieben worden sind, wie dies sich vorfindet in den Büchern der Chronik

## Heutiger Friedhof

### Lage
Der heutige israelitische Friedhof ist ein Grabfeld (Abteilung 10) innerhalb des Hauptfriedhofs, der im Nördlichen Stadtteil unmittelbar am Rand zur Gartenstadt liegt. Die israelitische Friedhofsabteilung liegt in der südwestlichen Ecke des Hauptfriedhofs, an der Ecke Friedhofstraße/Auenstraße. Der israelitische Friedhof hat keinen eigenen Zugang, liegt jedoch nahe am Friedhofs-Haupteingang (Ecke Friedhofstraße/Neutorstraße).

### Geschichte

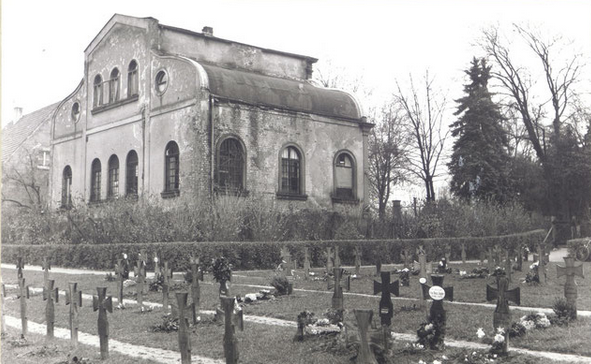
Taharahaus (Leichenhalle) von 1901 (nicht mehr erhalten)

Vor der Anlage des heutigen jüdischen Friedhofs wurden die Verstorbenen auf dem Jüdischen Friedhof Euerbach, dem Jüdischen Friedhof Gerolzhofen und auf dem Jüdischen Friedhof Schwanfeld beigesetzt. 1863 wurde die neue Jüdische Gemeinde Schweinfurt in der Siebensbrückleinsgasse gegründet und am 18. November 1874 der jüdische Friedhof innerhalb des neuen Friedhofs der Stadt Schweinfurt, des heutigen Hauptfriedhofs, angelegt. An diesem Tag fand die erste Beisetzung auf dem jüdischen Friedhof statt, eines Kindes namens Max Salomon. Acht Jahre Bemühungen des Rabbinats und der Vorstandschaft waren vorausgegangen, bis 1878 die israelitische Abteilung innerhalb des allgemeinen Friedhofs erworben werden konnte, zunächst für eine Benutzungszeit von 90 Jahren. Die jüdische Gemeinde Schweinfurt stellte die nicht geringen erforderlichen Mittel zur Verfügung.
1901 wurde das heute nicht mehr erhaltene Taharahaus (Leichenhalle) eingeweiht.

### Beschreibung

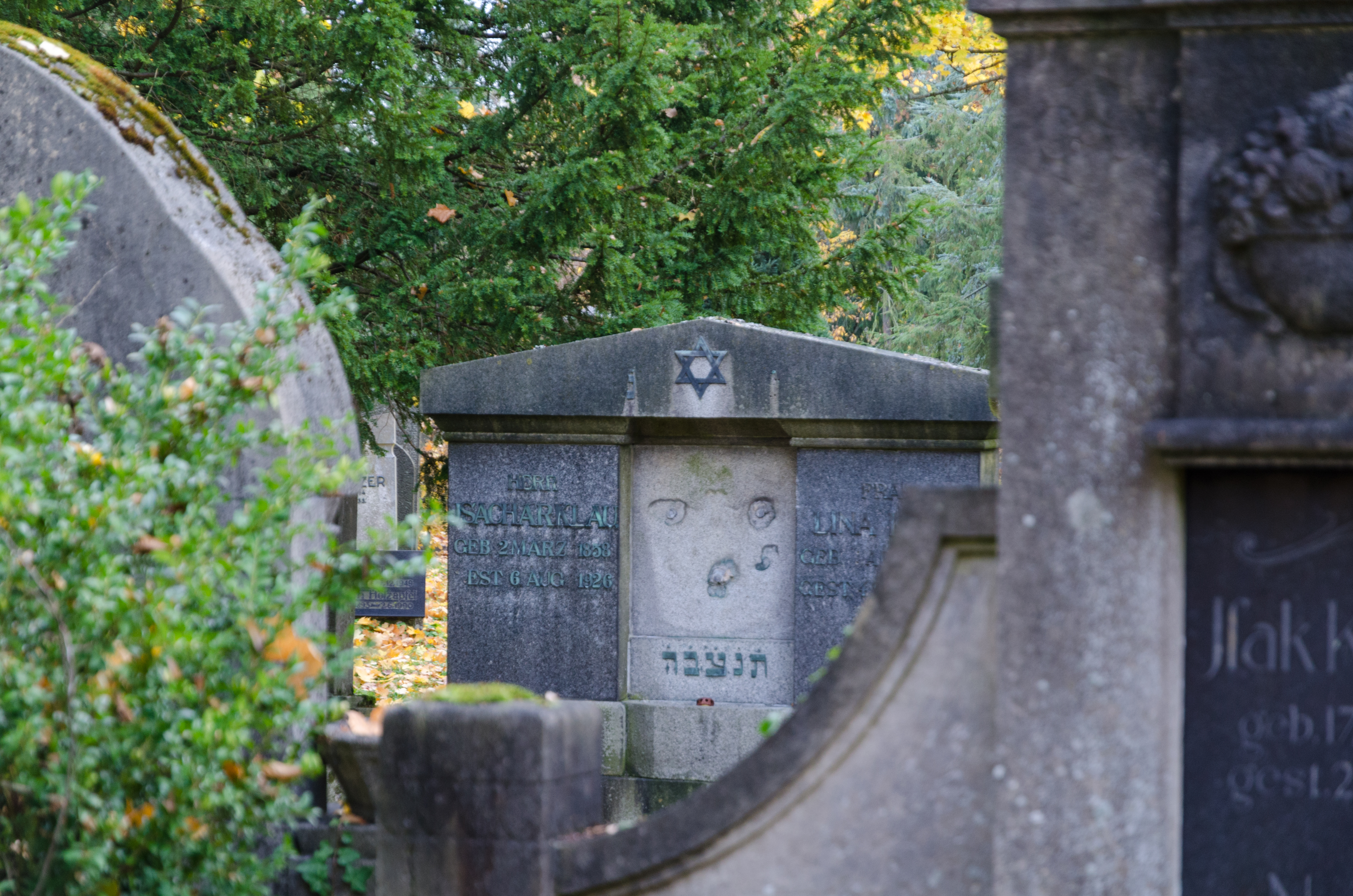
Grabmale im jüdischen Friedhof

Die israelitische Friedhofsabteilung ist 0,145 Hektar groß und liegt im alten Bereich des Hauptfriedhofs, einer parkähnlichen Anlage mit großem Baumbestand, die als Ganzes ein geschütztes Denkmal darstellt. Der jüdische Friedhof befindet sich auf einem eigenen Grundstück, das käuflich erworben wurde (siehe: Geschichte, Heutiger Friedhof) und inselförmig innerhalb des großen städtischen Grundstücks liegt. Dieses Grundstück ist an drei Seiten von Hecken umgeben, liegt etwas versteckt und ist dadurch schwer aufzufinden, ein Grund, dass die Existenz des jüdischen Friedhofs bei Einheimischen, auch Friedhofsbesuchern, weitgehend unbekannt ist.
Der jüdische Friedhof enthält 216 Grabsteine. Daneben befinden sich einige Kindergräber sowie drei Soldatengräber aus dem Ersten Weltkrieg. Auffallend auf dem Friedhof sind viele große Grabsteine auf Familiengräbern.
Ein Indiz für die Anpassung an christliche Bestattungsgewohnheiten ist die Mehrfachbelegung von Grabstellen seit 1945, die den jüdischen Gewohnheiten widerspricht. Die beiden bisher letzten Bestattungen waren die von Bärbel Blüthe am 8. September 1968 und von Edith Holzapfel, gestorben am 2. Juni 1990.
Seit 1991 erinnert ein Denkmal mit folgendem Text an die jüdischen Opfer des Nationalsozialismus:
„Shalom – Friede
In den Jahren von 1933 bis 1945 wurde den jüdischen Menschen auch in Schweinfurt viel Leid und Unheil zugefügt.
 
Viele mußten als Opfer der Naziherrschaft in Konzentrationslagern ihr Leben lassen.
 
Wir werden ihnen ein ehrenvolles Andenken bewahren.

Schweinfurt, den 21. Juli 1991   Shalom – Friede“

### Führungen
Im Rahmen öffentlicher Stadtführungen finden Führungen auf den Spuren der jüdischen Geschichte Schweinfurts über den israelitischen Friedhof statt.